# 池上 (大田區)
池上（日语：／ Ikegami */?）是東京都大田區的地名。已實施住居表示。現行行政地名為池上一丁目至池上八丁目。2013年8月1日為止的人口有29,380人。郵遞區號146-0082。

## 地理
池上屬大森地域。東鄰中央、西蒲田，南連東矢口，西至國道1號（第二京濱），接久原、千鳥、仲池上，北接南馬込。原為池上本門寺的門前町。中有池上通、西側有國道1號通過，呑川流經北部。池上一丁目大部分為池上本門寺與山內寺院。池上六丁目為池上站所在地，車站周邊有商店街。

## 歷史
古時為下池上村，後為本門寺領。
- 1889年（明治22年）：實施市制町村制，為池上村大字下池上。
- 1926年（大正15年）：為池上町大字下池上。
- 1932年（昭和7年）：大森區成立，為池上本町。
- 1967年（昭和42年）：實施住居表示，池上本町與池上德持町大部分，與市野倉町、桐里町、堤方町、梅田町、久原町、女塚一丁目、安方町、矢口町、調布千鳥町各一部分合併為現行的「池上」。

### 地名由來
傳聞這一帶過去為水池眾多的濕地，因烏龜在水池棲息而稱為「池龜」，後演變為「池上」。

## 交通

### 鐵路
町內有東急池上線池上站。另可利用周邊的都營地下鐵淺草線西馬込站，東急多摩川線矢口渡站、武藏新田站。

### 道路
- 國道1號
- 池上通
- 本門寺新參道
- 池上道

## 設施
- 池上本門寺
- 本行寺（池上大坊）
- 池上警察署
- 池上總合醫院
- 松井醫院
- 池上會館
- 池上圖書館
- 醫療法人社團ヨシダ齒科

## 備註
1. ↑  .   [2013-08-17]. （原始内容存档于2014-02-18）.